# Charlie Brown (personaj)
Charles „Charlie” Brown este personajul principal al seriei de benzi desenate Peanuts, creată în 1950 de artistul american Charles M. Schulz. Prezentat ca un „perdant adorabil”, Charlie Brown reprezintă unul dintre marile arhetipuri americane, manifestând atât atitudini pesimiste, cât și optimiste. Figura sa este ușor de recunoscut după capul său rotund, și cămașa cu model în zig-zag. Replica sa emblemă este „Dumnezeule mare!” (în engleză Good Grief!).
Charles M. Schulz a declarat că Charlie Brown „trebuie să fie cel care are de suferit, deoarece el este o caricatură a omului obișnuit. Majoritatea dintre noi suntem mult mai familiarizați cu înfrângerea decât cu victoria”. În ciuda acestui fapt, Charlie Brown nu suferă întotdeauna, având parte și de momente fericite și biruințe de-a lungul anilor, în ciuda nervozității sale frecvente. Charlie Brown este singurul personaj din Peanuts care a apărut în mod regulat în banda desenată, de-a lungul celor 50 de ani de existență.
În 2002, Charlie Brown, alături de câinele său, Snoopy, a fost clasat pe locul al optulea în topul TV Guide al celor mai bune 50 de personaje de desene animate din toate timpurile.

## Creare
Numele personajului a fost folosit pentru prima dată pe 30 mai 1948, într-o bandă desenată timpurie a lui Schulz, intitulată Li'l Folks. Personajul și-a făcut oficial debutul în prima bandă desenată Peanuts, pe 2 octombrie 1950. Banda îl prezintă pe Charlie Brown plimbându-se, în timp ce alți doi copii, pe nume Shermy și Patty, se uită la el. Shermy se referă la el ca la „Dragul de Charlie Brown”, dar apoi își dezvăluie imediat disprețul față de el, după ce acesta dispare din peisaj. În primele numere ale benzii, Charlie Brown a fost identificat în mod explicit ca având vârsta de patru ani; el va crește foarte încet în următorii câțiva ani, fiind suficient de mare pentru a merge la școala primară în anii 1960. Modelul reprezentativ în zig-zag a apărut pe tricoul simplu al lui Charlie Brown pe 21 decembrie 1950.

## Caracterizare

Balon gonflabil cu Charlie Brown la Parada Macy's de Ziua Recunoștinței, 2018

Charlie Brown este un personaj inocent, cuminte, bun la suflet, dar foarte emotiv, și cu multe neliniști.
În mod normal, lui Charlie Brown i se spune pe numele său complet (cu excepția lui Peppermint Patty, care îi spune „Chuck”; Marcie, Eudora, Violette și Emily, care îi spun „Charles”; Peggy Jean, care îi spune „Brownie Charles”; și Sally, care îi spune „Big Brother”). Ca și în cazul lui Schulz, Charlie Brown este fiul unui frizer. Personajul este un exemplu al „poveștii americane de insucces”, în sensul că eșuează în aproape tot ceea ce face, cu o serie aproape neîntreruptă de înfrângeri; dar continuă totuși să încerce, cu eforturi uriașe, rezultând fie mai multe pierderi, fie (foarte rar) mari victorii. Unele dintre aceste victorii sunt lovirea unui home run câștigător la o aruncare, într-o bandă din 1993, și victoria sa asupra lui Joe Agate (un personaj minor) într-un joc de bile, într-o bandă din 1995. Deși Charlie Brown este adesea ghinionist în poveștile benzilor desenate, Charles M. Schulz a creat, într-un fel, prin personajul mereu perseverent „cel mai strălucitor exemplu de poveste de succes americană în domeniul benzilor desenate”.

## Dublaj
- Peter Robbins (1963–1969)
- Chris Inglis (1971)
- Chad Webber (1972–1973)
- Todd Barbee (1973–1974)
- Duncan Watson (1975–1977)
- Dylan Beach (1976)
- Arrin Skelley (1977–1980)
- Liam Martin (1978)
- Michael Mandy (1980–1982)
- Grant Wehr (1981)
- Brad Kesten (1983–1985)
- Michael Catalano (1983)
- Brett Johnson (1984–1986)
- Kevin Brando (1984–1985)[9]
- Chad Allen (1986)
- Sean Colling (1988)
- Erin Chase (1988–1989)
- Jason Riffle (1988)
- Susan Sheridan (1988)[10]
- Kaleb Henley (1990)
- Phillip Shafran (1991)
- Justin Shenkarow (1992)
- Jamie E. Smith (1992)
- Jimmy Guardino (1993)
- Steven Hartman (1995–1997)
- Quinn Beswick (2000)
- Miles Purinton (2002)[11]
- Wesley Singerman (2002–2003)
- Adam Taylor Gordon (2003)
- Spencer Robert Scott (2006)
- John Adam Plenge (2007)
- Alex Ferris (2008–2010)
- Trenton Rogers (2011)
- Tony Terraciano (2013–2015)[12]
- Noah Schnapp (2015)
- Kelly Jean Badgley (2015)[13]
- Aiden Lewandowski (2016)
- Gaston Scardovi-Mounier (2018–2019)
- Ethan Pugiotto (2019–2022)
- Tyler James Nathan (2021–2023)
- Etienne Kellici (2021, 2022, 2023–prezent)